# Dancing on the People
Dancing on the People (zapis stylizowany na wielkie litery) – trzeci minialbum amerykańskiego duo muzycznego Sofi Tukker. Wydany został 20 września 2019 roku przez wytwórnię Ultra Records.

## Lista utworów
| DANCING ON THE PEOPLE – edycja standardowa | DANCING ON THE PEOPLE – edycja standardowa | DANCING ON THE PEOPLE – edycja standardowa                   | DANCING ON THE PEOPLE – edycja standardowa | DANCING ON THE PEOPLE – edycja standardowa |
| Nr                                         | Tytuł utworu                               | Twórcy                                                       | Producenci                                 | Długość                                    |
| ------------------------------------------ | ------------------------------------------ | ------------------------------------------------------------ | ------------------------------------------ | ------------------------------------------ |
| 1.                                         | „Swing”                                    | Sophie Hawley-Weld, Tucker Halpern, Jon Hume                 | Sofi Tukker, Jon Hume                      | 2:59                                       |
| 2.                                         | „Playa Grande” (oraz Bomba Estéreo)        | Hawley-Weld, Halpern, Hume, Jose Castillo, Liliana Saumet    | Tukker, Hume                               | 3:21                                       |
| 3.                                         | „Ringless”                                 | Hawley-Weld, Halpern, Hume                                   | Tukker, Hume                               | 3:00                                       |
| 4.                                         | „Purple Hat”                               | Hawley-Weld, Halpern, Hume, Joshua Hoisington, Richard Bynon | Tukker, Richard Bynon                      | 2:58                                       |
| 5.                                         | „Fantasy”                                  | Hawley-Weld, Halpern, Hume                                   | Tukker, Hume                               | 4:02                                       |
| 6.                                         | „Like This”                                | Hawley-Weld, Halpern, Hume                                   | Tukker, Hume                               | 2:58                                       |
|                                            |                                            |                                                              |                                            | 19:18                                      |

| DANCING ON THE PEOPLE – limitowana płyta gramofonowa | DANCING ON THE PEOPLE – limitowana płyta gramofonowa | DANCING ON THE PEOPLE – limitowana płyta gramofonowa         | DANCING ON THE PEOPLE – limitowana płyta gramofonowa | DANCING ON THE PEOPLE – limitowana płyta gramofonowa |
| Nr                                                   | Tytuł utworu                                         | Twórcy                                                       | Producenci                                           | Długość                                              |
| ---------------------------------------------------- | ---------------------------------------------------- | ------------------------------------------------------------ | ---------------------------------------------------- | ---------------------------------------------------- |
| 1.                                                   | „Swing” (A1)                                         | Sophie Hawley-Weld, Tucker Halpern, Jon Hume                 | Sofi Tukker, Jon Hume                                | 3:08                                                 |
| 2.                                                   | „Playa Grande” (oraz Bomba Estéreo) (A2)             | Hawley-Weld, Halpern, Hume, Jose Castillo, Liliana Saumet    | Tukker, Hume                                         | 3:21                                                 |
| 3.                                                   | „Purple Hat” (A3)                                    | Hawley-Weld, Halpern, Hume, Joshua Hoisington, Richard Bynon | Tukker, Richard Bynon                                | 2:58                                                 |
| 4.                                                   | „Ringless” (A4)                                      | Hawley-Weld, Halpern, Hume                                   | Tukker, Hume                                         | 3:00                                                 |
| 5.                                                   | „Fantasy” (A5)                                       | Hawley-Weld, Halpern, Hume                                   | Tukker, Hume                                         | 4:02                                                 |
| 6.                                                   | „Like This” (B1)                                     | Hawley-Weld, Halpern, Hume                                   | Tukker, Hume                                         | 2:58                                                 |
| 7.                                                   | „Mi Rumba” (oraz ZHU) (B2)                           | Hawley-Weld, Halpern, Steven ZHU                             | Tukker, Steven ZHU                                   | 3:20                                                 |
| 8.                                                   | „Swing” (Mahmut Orhan Remix) (B3)                    | Hawley-Weld, Halpern, Hume                                   | Tukker, Hume, Mahmut Orhan                           | 4:29                                                 |
| 9.                                                   | „Fantasy” (R3HAB Remix) (B4)                         | Hawley-Weld, Halpern, Hume                                   | Tukker, Hume, R3HAB                                  | 4:10                                                 |
|                                                      |                                                      |                                                              |                                                      | 31:26                                                |

| DANCING ON THE PEOPLE (REMIX EP) | DANCING ON THE PEOPLE (REMIX EP)                | DANCING ON THE PEOPLE (REMIX EP)                                               | DANCING ON THE PEOPLE (REMIX EP)           | DANCING ON THE PEOPLE (REMIX EP) |
| Nr                               | Tytuł utworu                                    | Twórcy                                                                         | Producenci                                 | Długość                          |
| -------------------------------- | ----------------------------------------------- | ------------------------------------------------------------------------------ | ------------------------------------------ | -------------------------------- |
| 1.                               | „Purple Hat” (Dillon Francis Remix)             | Sophie Hawley-Weld, Tucker Halpern, Jon Hume, Joshua Hoisington, Richard Bynon | Sofi Tukker, Richard Bynon, Dillon Francis | 2:50                             |
| 2.                               | „Swing” (Vini Vici & WHITENO1SE Remix)          | Hawley-Weld, Halpern, Hume                                                     | Tukker, Hume, Vini Vici, WHITENO1SE        | 3:44                             |
| 3.                               | „Swing” (Bandi Remix)                           | Hawley-Weld, Halpern, Hume                                                     | Tukker, Hume, Bandi                        | 5:29                             |
| 4.                               | „Fantasy” (Tommie Sunshine & Disco Fries Remix) | Hawley-Weld, Halpern, Hume                                                     | Tukker, Hume, Tommie Sunshine, Disco Fries | 3:29                             |
| 5.                               | „Purple Hat” (Dux n Bass Remix)                 | Hawley-Weld, Halpern, Hume, Hoisington, Bynon                                  | Tukker, Bynon, Dux n Bass                  | 3:32                             |
| 6.                               | „Purple Hat” (KC Lights Remix)                  | Hawley-Weld, Halpern, Hume, Hoisington, Bynon                                  | Tukker, Bynon, KC Lights                   | 3:29                             |
| 7.                               | „Fantasy” (Rocket Pengwin Remix)                | Hawley-Weld, Halpern, Hume                                                     | Tukker, Hume, Rocket Pengwin               | 4:21                             |
|                                  |                                                 |                                                                                |                                            | 26:54                            |

## Historia wydania
| Region            | Data             | Format                                 | Przyp.      |
| ----------------- | ---------------- | -------------------------------------- | ----------- |
| Świat             | 20 września 2019 | CD, digital download, streaming        | [ 5 ] [ 6 ] |
| Świat             | 10 kwietnia 2020 | Digital download, streaming (REMIX EP) | [ 7 ] [ 8 ] |
| Stany Zjednoczone | 20 czerwca 2020  | LP                                     | [ 9 ]       |